# 灰面鵟鷹
，又稱灰面鷲，是鷹科鵟鷹屬的猛禽，臺灣彰化一帶稱為南路鷹，臺灣屏東滿州當地稱為山後鳥，而在臺灣屏東小琉球則叫做飛烏鳥。灰面鵟鷹於每年10月10日前後約5日，自北至南過冬，其中重要過境停棲點為臺灣的八卦臺地及恆春半島。因10月10日為中華民國國慶日，而又有國慶鳥之稱。臺灣彰化縣縣鳥。
灰面鵟鷹 是一種亞洲的猛禽。牠的身長通常為41—46 cm（16—18英寸），屬於小型猛禽。牠在滿洲、韓國和日本繁殖；冬季遷徙到東南亞。
這是一種生活在開闊地區的鳥類。牠以蜥蜴、小型哺乳動物和大型昆蟲為食。
成鳥具有灰色的頭部、胸部和頸部，白色的喉部，黑色的鬍鬚和正中條紋，棕色的背部和上翼，以及棕色條紋的白色下部和下翼。幼鳥的上部為棕色並有斑點，下部為淺色並帶有棕色條紋，並且有一條寬廣的白色眉紋和棕色的臉部。

## 分類
灰面鵟鷹最早由德國自然學家約翰·弗里德里希·格梅林於1788年在他修訂和擴展的卡爾·林奈的自然系統中正式描述。他將灰面鵟鷹歸入隼屬（Falco），並創造了雙名印度隼（Falco indicus）。 格梅林根據約翰·萊瑟姆於1781年描述的“爪哇鷹”進行了描述，該標本來自利維爾收藏，於1780年2月在爪哇最西端的王子島由詹姆斯·庫克船長的第三次航行期間獲得。 現在，灰面鵟鷹是被歸入由英國自然學家布賴恩·霍頓·霍奇森於1843年引入的鵟鷹屬（Butastur）中的四個物種之一。 該屬名稱是鵟屬（Buteo）和鷹屬（Astur）的合併詞，分別由貝爾納·熱爾曼·德·拉塞佩德為鵟鷹和蒼鷹引入。種小名indicus是拉丁文的“印度的”意思。 灰面鵟鷹沒有已知的亞種。

## 描述
灰面鵟鷹的雄性和雌性在顏色上相同。成鳥的上胸部為紅棕色，而胸部為棕色或深棕色。胸部有深色條紋橫穿腹部。最罕見的顏色方案是全棕色鳥，也稱為深變型顏色。這種小型猛禽通常長41—46 cm（16—18英寸）。翅膀尖而窄；羽毛很薄，飛行時看起來透明。尾巴為灰棕色，尾部有水平條紋，虹膜呈亮黃色。
幼鳥的顏色通常較少紅色，腹部有深棕色條紋。此外，臉部和眼睛顏色為棕色並帶有棕黃色調。

## 分佈與棲地
大部分灰面鵟鷹分佈於日本，特別是里山。該地區包括多種環境；如林地、稻田、溪流和草地。在繁殖區，灰面鵟鷹生活在山區的針葉林和混合常綠森林，還有林緣、田野、草地、沼澤和農地周圍。

### 遷徙
灰面鵟鷹利用全球唯一的海洋性猛禽遷徙路線。風力支持和地理特徵（如島嶼）使得這些鳥類能夠在海洋性飛行路線上遷徙。 灰面鵟鷹通常在三月底到四月初抵達日本的繁殖地。據推測，雄鳥先抵達繁殖地並等待雌鳥到來，同時保護其領地。當雌鳥抵達後，築巢和交配開始。灰面鵟鷹在九月底至十月中旬成群向南遷徙。在台灣，它們是常見的春夏候鳥，少數會留在蘭嶼過冬。
與大多數鵟鷹一樣，這些鳥類利用上升的氣流來增加高度，並在遷徙期間通過滑翔來覆蓋較長距離。台灣位於灰面鵟鷹的重要遷徙路線上，十月時可見大量灰面鵟鷹沿著恆春半島向南遷徙，三月底和四月初可見它們沿著台中和彰化縣的梯田山脈向北遷徙。

## 行為與生態

### 食物與覓食
在繁殖季節，雄性鵟鷹會花費多達90%的時間停棲在樹上搜尋獵物。牠們的狩獵棲木通常位於距離巢穴約500米的地方。牠們捕食青蛙、甲殼類、蜥蜴、昆蟲、小型齧齒動物，有時也會捕食其他鳥類。牠們停棲在樹上或電線桿上，這些棲木通常位於相鄰的開放棲地，如稻田、農田和空地，並迅速俯衝下來用爪子抓住發現於里山的小動物。牠們採用搜索和伏擊的狩獵方式，以節省時間和精力，但仍然獲得足夠的食物以維持生存。
這些鳥類會根據不同季節的覓食地點積極改變其飲食。鵟鷹的覓食區域的主要植被類型在繁殖季節中從稻田轉變為堤壩和草原農田，最終轉向林地。隨著這種轉變，鵟鷹的主要獵物也從青蛙變為昆蟲。 在稻田中，青蛙和小型哺乳動物經常被捕獲。在堤壩和草原農田中，捕獲的獵物包括青蛙、小型哺乳動物、蜥蜴、蛇和昆蟲。在林地中，牠們捕捉昆蟲和青蛙。

### 繁殖
在繁殖季節，灰面鵟鷹會在樹上築起一個由樹枝構成的小巢。這棵樹通常是日本特有的樹木。在中國，巢穴通常位於茂密的針葉林或闊葉林地帶，這些地帶有茂密的灌木、陡坡和朝北的坡向。巢穴內襯有草和樹葉。一次產卵量為3到4顆帶有鐵鏽色或紅棕色斑點的白色蛋。牠們在中國東部、俄羅斯東部、日本繁殖，冬季主要遷徙至中南半島、馬來西亞和菲律賓。
同一個巢有時會每年重複使用，直到需要重建。雌鳥主要負責孵化蛋和照顧雛鳥。雄鳥每天會短暫替換雌鳥幾次。蛋在五月底至六月初孵化，約一個月後雛鳥孵出。雛鳥在六月底至七月初離巢，孵化後約35天。離巢的雛鳥會在巢附近由親鳥餵養約兩週，之後開始獨立，並開始遷徙較遠的距離。

## 與人類的關係
在台灣，歷史上對灰面鵟鷹的最大威脅是八卦山和恆春半島地區不受控制的捕獵。這些地區的捕獵和捕捉行為已經持續了數代。日本野鳥學會及其他相關組織成功促成了日本的立法，有效制止了猛禽皮的進口，從而使台灣灰面鵟鷹皮的需求減少。

## 保育狀況
2006年12月，灰面鵟鷹在日本被列為“易危”物種。然而，具體的保護措施很少，部分原因是約90%的繁殖地為私人所有，且75%未受到法律保護。愛知縣豐田市的“創造灰面鵟鷹棲息的林地”基本計劃相當值得關注。在豐田市自然觀察林中，該地包括具有谷津田的里山景觀，豐田市率先創建了青蛙的棲地，這些青蛙是灰面鵟鷹的獵物，並通過清除私人撂荒稻田的雜草和水源管理來維護牠們的覓食區域。通過地方和區域政府的積極參與，維護包括私人土地在內的整個地方生態系統，將有助於推動灰面鵟鷹等大範圍猛禽的保育。

## 外部鏈結
- 灰面鵟鷹| 臺灣國家公園 （页面存档备份，存于）
- 灰面鵟鷹(灰面鷲) - 中華鳥會
- 灰面鵟鷹衛星追蹤 - 台灣猛禽研究會 （页面存档备份，存于）
- Migrating Grey-faced Buzzards in Taiwan（英文）